# Asomante (Aibonito)
Asomante es un barrio ubicado en el municipio de Aibonito en el estado libre asociado de Puerto Rico. En el Censo de 2010 tenía una población de 2966 habitantes y una densidad poblacional de 268,63 personas por km².

## Geografía
Asomante se encuentra ubicado en las coordenadas 18°8′1″N 66°18′28″O / 18.13361, -66.30778. Según la Oficina del Censo de los Estados Unidos, Asomante tiene una superficie total de 11.04 km², de la cual 10.99 km² corresponden a tierra firme y (0.47%) 0.05 km² es agua.

## Demografía
Según el censo de 2010, había 2966 personas residiendo en Asomante. La densidad de población era de 268,63 hab./km². De los 2966 habitantes, Asomante estaba compuesto por el 82.13% blancos, el 7.25% eran afroamericanos, el 0.13% eran amerindios, el 0.17% eran isleños del Pacífico, el 8.97% eran de otras razas y el 1.35% pertenecían a dos o más razas. Del total de la población el 99.6% eran hispanos o latinos de cualquier raza.